# Danh sách đội tuyển bóng rổ nam quốc gia
Đây là danh sách các đội tuyển bóng rổ nam quốc gia trên thế giới. Có hơn 200 đội tuyển bóng rổ quốc gia, môn thể thao thứ hai có nhiều đội tuyển quốc gia,  với các đội đến từ những quốc gia là thành viên của Liên hợp quốc ngoại trừ Liechtenstein, với vài  lãnh thổ phụ thuộc,các đơn vị địa phương và các quốc gia được công nhận hạn chế.

## Thành viên của FIBA với các liên đoàn châu lục

Bản đồ thế giới với năm liên đoàn châu lục
Africa
Americas
Asia
Europe
Oceania

Phần này liệt kê 213 đội tuyển bóng rổ quốc gia nam liên kết với fiba, với các liên đoàn của họ.
5 liên đoàn châu lục là
- Africa – FIBA Africa
- Americas – FIBA Americas
- Asia – FIBA Asia
- Europe – FIBA Europe
- Oceania – FIBA Oceania

### FIBA Africa

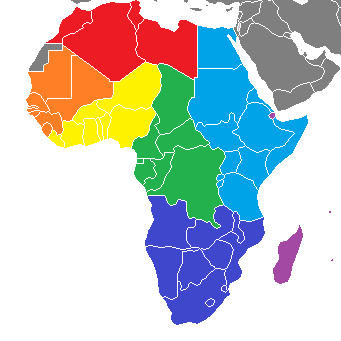
Các vùng của FIBA Africa

FIBA Africa có 54 đội tuyển quốc gia,  được thành 7 vùng.
1. ↑  Brown, Michael. "Biggest Global Sports". Bản gốc lưu trữ ngày 10 tháng 8 năm 2015. Truy cập ngày 11 tháng 9 năm 2015.
2. ↑  "FIBA.com - Zones:FIBA Africa". Bản gốc lưu trữ ngày 14 tháng 4 năm 2016. Truy cập ngày 18 tháng 3 năm 2018.